# Trayan de Bulgarie
Trayan de Bulgarie (c. 990 - 19 mai 1038) est un prince bulgare. 

## Famille
Il est le quatrième fils du césar Ivan Vladislav et de la reine Marie. Son épouse est une noble byzantine inconnue. Marie de Bulgarie, sa fille, († 21 novembre 1015) épouse en 1066 Andronic Doukas († 14 octobre 1077).
Trayan est le grand-père d'Irène Doukas (1066-19 février 1123), épouse de l'empereur de Byzance Alexis Ier Comnène (1056-15 août 1115).